# Резолюция Совета Безопасности ООН 1311
Резолюция Совета Безопасности ООН 1311 — документ, принятый единогласно на заседании №4179 Совета Безопасности ООН 28 июля 2000 года, продлевающий мандат Миссии ООН в Грузии по урегулированию конфликта в Абхазии, Грузии до 31 января 2001.

## Содержание
Совет Безопасности, рассмотрев доклад Генерального Секретаря от 21 июля 2000 года (S/2000/697), ссылаясь на выводы Лиссабонской (S/1997/57) и Стамбульской встреч на высшем уровне Организации по безопасности и сотрудничеству в Европе, касающиеся положения в Абхазии, Грузии, решительно поддерживает усилия Специального представителя в связи с вопросом распределения полномочий между Тбилиси и Сухуми, приветствуя итоги десятой сессии Координационного совета в Сухуми 11 июля 2000 года, в частности подписание обеими сторонами, Специальным представителем Генерального секретаря и Командующим Коллективными силами Содружества Независимых Государств по поддержанию мира (миротворческими силами СНГ) протокола, касающегося стабилизации обстановки в зоне безопасности, требует от обеих сторон строго соблюдать Московское соглашение о прекращении огня и разъединении сил от 14 мая 1994 года, постановляет продлить период действия мандата Миссии Организации Объединённых Наций по наблюдению в Грузии (МООННГ) на следующий период, заканчивающийся 31 января 2001 года, при условии рассмотрения Советом мандата МООННГ в случае внесения любых изменений в мандат или в присутствие миротворческих сил СНГ и выражает свое намерение провести тщательный обзор операции в конце ее текущего мандатного периода в свете шагов, предпринятых сторонами в целях достижения всеобъемлющего урегулирования; просит Генерального Секретаря продолжать регулярно информировать Совет и через три месяца со дня принятия данной резолюции представить доклад о положении в Абхазии, Грузии; постановляет продолжать активно заниматься этим вопросом.